# Championnat de Belgique de football de deuxième division 1939-1940
Navigation
saison précédente saison suivante
Cette page présente ce qui devait être la vingtième-sixième édition du championnat de Division 1 (D2) belge. En raison des événements politiques puis militaires, la compétition qui démarre tardivement ne va pas à son terme.
La saison 1939-1940 du football belge n'est pas comptabilisée officiellement. Aucune titre n'est attribué, aucune montée ou descente n'est appliquée.

## Classements
Aucun classement fiable.

## Participants
28 participants prévus pour ce championnat. Ce sont:
- les 22 clubs de "Division 1" ni promus, ni relégués, à la fin de la saison saison 1939.
- les 2 clubs relégués de "Division d'Honneur" au terme du championnat 1938-1939.
- les 4 cercles promus depuis la Promotion 1938-1939.

Pour information, voici la liste de ces 28 clubs, triés par province, puis selon leur numéro de matricule. Les matricules en caractère gras existent encore, ceux en italiques ont disparu:
- = descendant de "Division d'Honneur" (D1).
- = montant de "Promotion" (D3).

### Anvers (8)
- 24 - RC Mechelen KM
- 28 - R. Berchem Sport
- 52 - K. Lyra
- 64 - Tubantia FAC
- 68 - VV Oude God Sport
- 97 - Herentalsche SK ()
- 148 - FC Turnhout
- 375 - K. FC Belgica Edegem

### Brabant (8)
- 2 - Daring CB SR ()
- 6 [1]- R. Racing CB
- 15 - R. Uccle Sport
- 18 - R. Stade Louvaniste
- 49 - R. Vilvorde FC
- 51 - R. CS La Forestoise
- 120 - R. CS Hallois ()
- 132 - RC Tirlemont

### Flandre occidentale (2)
- 3 - R. FC Brugeois ()
- 53 - AS Oostende KM

### Flandre orientale (2)
- 38 - R. AS Renaisienne
- 46 - R. FC Renaisien

### Hainaut (3)
- 22 - R. Charleroi SC
- 36 - Royal Racing Club Tournai ()
- 213 - US du Centre

### Liège (3)
- 17 - R. FC Sérésien
- 33 - R. Fléron FC ()
- 76 - R. Union Hutoise

### Limbourg (2)
- 37 - R. Excelsior FC Hasselt
- 553 - THOR Waterschei SV

## Montée / Relégation
En raison des circonstances, aucune montée et aucune relégation n'a lieu.

## Statistiques Division 2 pour la période 1909-1940

### Champions de Division 2
Depuis 1909, 25 championnats du 2e niveau national se sont déroulés. 24 clubs différents ont remporté le titre de cette division. À noter que dans le tableau ci-dessous, le gain d'une série lorsque la D2 en comporte deux équivaut à un titre. Le match opposant les deux champions de série est officiel car organisé par la fédération mais donne un titre honorifique.
| Clubs                                         | Ordre | Titres | Saisons                 |
| --------------------------------------------- | ----- | ------ | ----------------------- |
| Royal Tilleur FootballClub                    | 6e    | 4      | 1920, 1925, 1933, 1939. |
| Royal Racing Club de Gand                     | 2e    | 2      | 1911, 1931.             |
| Royal Football Club Liègeois                  | 3e    | 2      | 1912, 1923.             |
| Association Royale Athlétique La Gantoise     | 4e    | 2      | 1913, 1936.             |
| Royal Uccle Sport                             | 5e    | 2      | 1914, 1922.             |
| Royal White Star Athletic Club                | 8e    | 2      | 1924, 1934.             |
| Royal Sporting Club Anderlechtois             | 8e    | 2      | 1924, 1935.             |
| Royal Racing Club de Bruxelles                | 11e   | 2      | 1926, 1932.             |
| Royal Football Club Malinois                  | 11e   | 2      | 1926, 1928.             |
| Royal Football Club Brugeois                  | 14e   | 2      | 1929, 1935.             |
| Racing Club Mechelen Koninklijke Maatschappij | 1re   | 1      | 1910.                   |
| Royal Standard Club Liégeois                  | 7e    | 1      | 1921.                   |
| Racing Club Mechelen Koninklijke Maatschappij | 1re   | 1      | 1910.                   |
| Koninkjijke Lierse Sportkring                 | 13e   | 1      | 1927.                   |
| Racing Football Club Montegnée                | 15e   | 1      | 1930.                   |
| Koninklijke Lyra                              | 16e   | 1      | 1932.                   |
| Koninklijke Belgica Football Club Edegem      | 17e   | 1      | 1933.                   |
| Royal Berchem Sport                           | 18e   | 1      | 1934.                   |
| Football club Turnhout                        | 19e   | 1      | 1936.                   |
| Racing Club Tirlemont                         | 20e   | 1      | 1937.                   |
| Royal Olympic Club Charlerloi                 | 20e   | 1      | 1937.                   |
| Koninklijke Boom Football Club                | 22e   | 1      | 1938.                   |
| Royal Cercle Sportif Brugeois                 | 22e   | 1      | 1938.                   |
| Koninklijke Sportclub Eendracht Aalst         | 24e   | 1      | 1939.                   |

### Saisons de présence, titres, montées et relégations
Depuis 1909, 76 clubs différents ont participé au 2e niveau national belge.
| Club                                                          | Ordre | Saisons | Titres | · Montées | · Relégations |
| ------------------------------------------------------------- | ----- | ------- | ------ | --------- | ------------- |
| Royal Tilleur Football Club                                   | 1er   | 22      | 4      | 4         | aucune        |
| Royal Uccle Sport                                             | 1er   | 21      | 2      | 2         | aucune        |
| Royal Football Club Liégeois                                  | 12e   | 18      | 2      | 2         | 1             |
| Royal Stade Louvaniste                                        | 1er   | 18      | 0      | 0         | 2             |
| Royal Cercle Sportif La Forestoise                            | 25e   | 16      | 0      | 1         | aucune        |
| Turn-en Sportvereniging Lyra                                  | 20e   | 15      | 1      | 1         | aucune        |
| Royal club Sportif Verviétois                                 | 1er   | 13      | 1      | 2         | 2             |
| Koninklijke Boom Football Club                                | 25e   | 13      | 1      | 1         | 1             |
| Turnhout Football Club                                        | 47e   | 12      | 1      | 2         | aucune        |
| Royal Football Club Malinois                                  | 1er   | 11      | 2      | 4         | aucune        |
| Association Royale Athlérique La Gantoise                     | 1er   | 11      | 2      | 2         | aucune        |
| Royal Club Sportif de Schaerbeek                              | 29e   | 11      | 0      | 0         | 1             |
| Royal Excelsior Football Club Hasselt                         | 14e   | 11      | 0      | 0         | 2             |
| Athletische Sportvereniging Oostende Koninklijke Maatschappij | 29e   | 11      | 0      | 0         | 2             |
| Voetbalvereniging Oude God Sport                              | 33e   | 11      | 0      | 0         | 2             |
| Royal Sporting Club Anderlechtois                             | 20e   | 10      | 2      | 5         | aucune        |
| Royal White Star Athletic Club                                | 29e   | 10      | 2      | 2         | 1             |
| Royal Football Club Sérésien                                  | 43e   | 10      | 0      | 0         | 1             |
| Royal Football Club Bressoux                                  | 14e   | 10      | 0      | 0         | 2             |
| Racing Football Club Montegnée                                | 33e   | 9       | 1      | 1         | 3             |
| Koninklijke Tubantia Football Club                            | 52e   | 9       | 0      | 1         | aucune        |
| Royal Courtrai Sports                                         | 14e   | 9       | 0      | 0         | 2             |
| Royal Berchem Sport                                           | 14e   | 8       | 1      | 2         | aucune        |
| Royal Football Club Renaisien                                 | 56e   | 8       | 0      | 0         | aucune        |
| Royal Léopold Club de Bruxelles                               | 18e   | 8       | 0      | 1         | 1             |
| Royal Racing Club de Gand                                     | 1er   | 7       | 2      | 3         | 1             |
| Royal Racing Club de Bruxelles                                | 47e   | 7       | 2      | 2         | 1             |
| Koninklijke Belgica Football Club Edegem                      | 55e   | 7       | 1      | 1         | aucune        |
| Racing club Tirlemont                                         | 56e   | 7       | 1      | 1         | aucune        |
| Association Sportive Herstalienne Société Royale              | 29e   | 7       | 0      | 0         | 2             |
| Racing club Mechelen Koninklijke Maatschappij                 | 1er   | 6       | 1      | 3         | aucune        |
| Koninklijke Lierse Sportkring                                 | 25e   | 6       | 1      | 1         | aucune        |
| Koninklijke Sportkring Hoboken                                | 56e   | 6       | 0      | 0         | 1             |
| Cappellen Football Club Koninklijke Maatschappij              | 65e   | 6       | 0      | 0         | 1             |
| Royale Association Sportive Renaisienne                       | 33e   | 6       | 0      | 0         | 2             |
| Royal Charleroi Sporting Club                                 | 43e   | 6       | 0      | 0         | 2             |
| Royale Union Sportive Tournaisienne                           | 1er   | 6       | 0      | 0         | 3             |
| Royal Vilvorde Football Club                                  | 33e   | 6       | 0      | 0         | 3             |
| Royale Union Hutoise Football Club                            | 63e   | 5       | 0      | 0         | 1             |
| Stade Waremmien Football Club                                 | 63e   | 5       | 0      | 0         | 1             |
| Koninklijke Sportvereniging Blankenberge                      | 33e   | 5       | 0      | 0         | 2             |
| Waterschei Sportvereniging Tor Herstel Onze Rechten           | 69e   | 4       | 0      | 0         | aucune        |
| Union Sportive du Centre                                      | 69e   | 4       | 0      | 0         | aucune        |
| Racing Club Anvers-Deurne                                     | 33e   | 4       | 0      | 0         | 1             |
| Koninklijke Racing Club Borgerhout                            | 56e   | 4       | 0      | 0         | 1             |
| Turnhoutse Sportkring Hand-In-Hand                            | 56e   | 4       | 0      | 0         | 1             |
| Koninklijke Vanneste Genootschap Oostende                     | 47e   | 4       | 0      | 0         | 2             |
| Royal Albert Elisabeth Club Mons                              | 23e   | 4       | 0      | 0         | 3             |
| Royal Football Club Brugeois                                  | 52e   | 3       | 2      | 2         | aucune        |
| Koninklijke Sportclub Eendracht Aalst                         | 72e   | 3       | 1      | 1         | aucune        |
| Association Sportive Anvers-Borgerhout                        | 1er   | 3       | 0      | 0         | 1             |
| Dolhain Football Club Société Royale                          | 33e   | 3       | 0      | 0         | 1             |
| Sportkring Roulers                                            | 54e   | 3       | 0      | 0         | 1             |
| Patria Football Club Tongeren                                 | 65e   | 3       | 0      | 0         | 1             |
| Football Club Duffel                                          | 69e   | 3       | 0      | 0         | 1             |
| Royal Sporting Club de Theux                                  | 1er   | 3       | 0      | 0         | 2             |
| Excelsior Sporting Club de Bruxelles                          | 20e   | 3       | 0      | 0         | 2             |
| Skill Racing Union Verviers                                   | 33e   | 3       | 0      | 0         | 2             |
| Association Royale Athlétique Termondoise                     | 33e   | 3       | 0      | 0         | 2             |
| Koninklijke Tongerse Sportvereniging Cercle                   | 47e   | 3       | 0      | 0         | 2             |
| Royal Fléron Football Club                                    | 25e   | 3       | 0      | 0         | 3             |
| Royal Standard Club Liégeois                                  | 23e   | 2       | 1      | 1         | aucune        |
| Royal Cercle Sportif Brugeois                                 | 72e   | 2       | 1      | 1         | aucune        |
| Koninklijke Football Club Wilrijk                             | 75e   | 2       | 0      | 0         | aucune        |
| Royal Knokke Football Club                                    | 56e   | 2       | 0      | 0         | 1             |
| Royal Olympic Club Charleroi                                  | 72e   | 1       | 1      | 1         | aucune        |
| Antwerp Football Alliance                                     | 12e   | 1       | 0      | 0         | 1             |
| Football Club Avenir Hasselt                                  | 18e   | 1       | 0      | 0         | 1             |
| Royale Entente Tamines                                        | 33e   | 1       | 0      | 0         | 1             |
| Royale Jeunesse Arlonaise                                     | 43e   | 1       | 0      | 0         | 1             |
| Koninklijke Sportvereniging Oudenaarde                        | 43e   | 1       | 0      | 0         | 1             |
| Racing Club Vottem                                            | 47e   | 1       | 0      | 0         | 1             |
| Sint-Niklaassche Sportkring                                   | 56e   | 1       | 0      | 0         | 1             |
| Royal Wallonia Association Namur                              | 65e   | 1       | 0      | 0         | 1             |
| Royal Cercle Sportif Saint-Josse                              | 65e   | 1       | 0      | 0         | 1             |
| Wezel Sport                                                   | 76e   | 1       | 0      | 0         | 1             |

### Présences par provinces
| Région flamande (41)            | Région flamande (41) | Province de Brabant (12)     | Province de Brabant (12) | Région wallonne (23)   | Région wallonne (23) |
| ------------------------------- | -------------------- | ---------------------------- | ------------------------ | ---------------------- | -------------------- |
| Province d'Anvers               | 25                   | Région de Bruxelles-Capitale | 9                        | Province de Hainaut    | 5                    |
| Province de Flandre-Occidentale | 6                    | Province du Brabant flamand  | 3                        | Province de Liège      | 15                   |
| Province de Flandre-Orientale   | 8                    | Province du Brabant wallon   | 0                        | Province de Luxembourg | 1                    |
| Province de Limbourg            | 2                    |                              |                          | Province de Namur      | 2                    |

1. ↑  Au niveau footballistique, la province de Brabant est toujours unitaire malgré sa partition territoriale en 1995.

| Provinces           | Clubs | Titres | · Montées | · Relégations |
| ------------------- | ----- | ------ | --------- | ------------- |
| Anvers              | 25    | 10     | 16        | 12            |
| Liège               | 15    | 10     | 10        | 22            |
| Brabant             | 12    | 10     | 14        | 6             |
| Flandre-Orientale   | 8     | 5      | 6         | 9             |
| Flandre-Occidentale | 6     | 3      | 3         | 10            |
| Hainaut             | 5     | 1      | 1         | 8             |
| Limbourg            | 4     | 0      | 0         | 4             |
| Namur               | 2     | 0      | 0         | 2             |
| Luxembourg          | 1     | 0      | 0         | 1             |

### Présences par villes (agglomérations)
Le nom d'une ville correspond à toute l'agglomération concernée. À cette période, la fusion des communes n'a pas encore eu lieu mais la plupart des clubs déménagent et évoluent sur le territoire de différentes communes.
|    | Ville              | Clubs | Titres |
| -- | ------------------ | ----- | ------ |
| 1  | Anvers             | 11    | 2      |
| 2  | Bruxelles          | 9     | 8      |
| 3  | Liège              | 6     | 8      |
| 4  | Gand               | 2     | 4      |
| 5  | Bruges             | 2     | 3      |
| 6  | Malines            | 2     | 3      |
| 7  | Lierre             | 2     | 2      |
| 8  | Turnhout           | 2     | 1      |
| 8  | Charleroi          | 2     | 1      |
| 10 | Hasselt            | 2     | 0      |
| 10 | Ostende            | 2     | 0      |
| 10 | Renaix             | 2     | 0      |
| 10 | Tongres            | 2     | 0      |
| 10 | Verviers           | 2     | 0      |
| 15 | Alost              | 1     | 1      |
| 15 | Boom               | 1     | 1      |
| 15 | Tirlemont          | 1     | 1      |
| 18 | Arlon              | 1     | 0      |
| 18 | Audenarde          | 1     | 0      |
| 18 | Blankenberge       | 1     | 0      |
| 18 | Courtrai           | 1     | 0      |
| 18 | Dolhain            | 1     | 0      |
| 18 | Duffel             | 1     | 0      |
| 18 | Fléron             | 1     | 0      |
| 18 | Genk               | 1     | 0      |
| 18 | Haine-Saint-Pierre | 1     | 0      |
| 18 | Herstal            | 1     | 0      |
| 18 | Huy                | 1     | 0      |
| 18 | Knokke             | 1     | 0      |
| 18 | Louvain            | 1     | 0      |
| 18 | Mol                | 1     | 0      |
| 18 | Mons               | 1     | 0      |
| 18 | Namur              | 1     | 0      |
| 18 | Roulers            | 1     | 0      |
| 18 | St-Nicolas/Waas    | 1     | 0      |
| 18 | Seraing            | 1     | 0      |
| 18 | Tamines            | 1     | 0      |
| 18 | Termonde           | 1     | 0      |
| 18 | Theux              | 1     | 0      |
| 18 | Tournai            | 1     | 0      |
| 18 | Vilvorde           | 1     | 0      |
| 18 | Waremme            | 1     | 0      |